# Tadeáš Hejda
Tadeáš Hejda (* 14. ledna 1997 Praha) je český lední hokejista hrající na pozici obránce. Jeho starším bratrem je další hokejista Jan Hejda.

## Život
S hokejem začínal v pražské Slavii. Prošel jejími mládežnickými kategoriemi až po juniory, za něž hrál během sezóny 2014/2015. Následující ročník (2015/2016) přestoupil k juniorům Třince, kteří ho ale v jeho průběhu zapůjčili na hostování do Vrchlabí, kde hrál za tamní muže. Po sezóně do Vrchlabí navíc přestoupil. Další sezónu opětovně měnil dres, když přestoupil mezi juniory Slavie, která jej ale do Vrchlabí zpátky zapůjčila na hostování. Rovněž tak v této sezóně hostoval v NED Hockey Nymburk. Následující sezónu (2018/2019) patřil do kádru mužského výběru Slavie, jež ho přesto na část sezóny zapůjčila do pražských Letňan. Ročník 2019/2020 již strávil v barvách mužského výběru pražské Slavie. V celku z hlavního města zůstal až do ročníku 2022/2023. Po něm od klubu dostal svolení připravovat se s kladenským mužstvem. Když se během přípravy na novou sezónu 31. srpna 2023 utkali na zimním stadionu Slavie oba celky utkaly, hrál Hejda – ač ještě hráč Pražanů – za kladenské mužstvo. Kladno v zápase prohrálo v poměru 2:4. Na zkoušce v kladenském týmu nakonec uspěl a stal se jeho hráčem.
Mezi své silné hokejové stránky řadí Hejda obětavost a hru tělem. Inspiraci sbíral ze společného působení s jinými obránci, Janem Novákem a Jiřím Drtinou.